# Eugenio Guarisco
Eugenio Guarisco (Lecco, 30 marzo 1909 – Sondalo, 8 maggio 1983) è stato un calciatore italiano, di ruolo portiere.

## Carriera
Dopo aver militato nei Canottieri Lecco, passa alla Comense, con cui debutta in Serie B nella stagione 1931-1932 e disputa complessivamente 95 partite nell'arco di quattro campionati cadetti. Prosegue la carriera con una stagione nel Novara.